# Roca de la Emperatriz

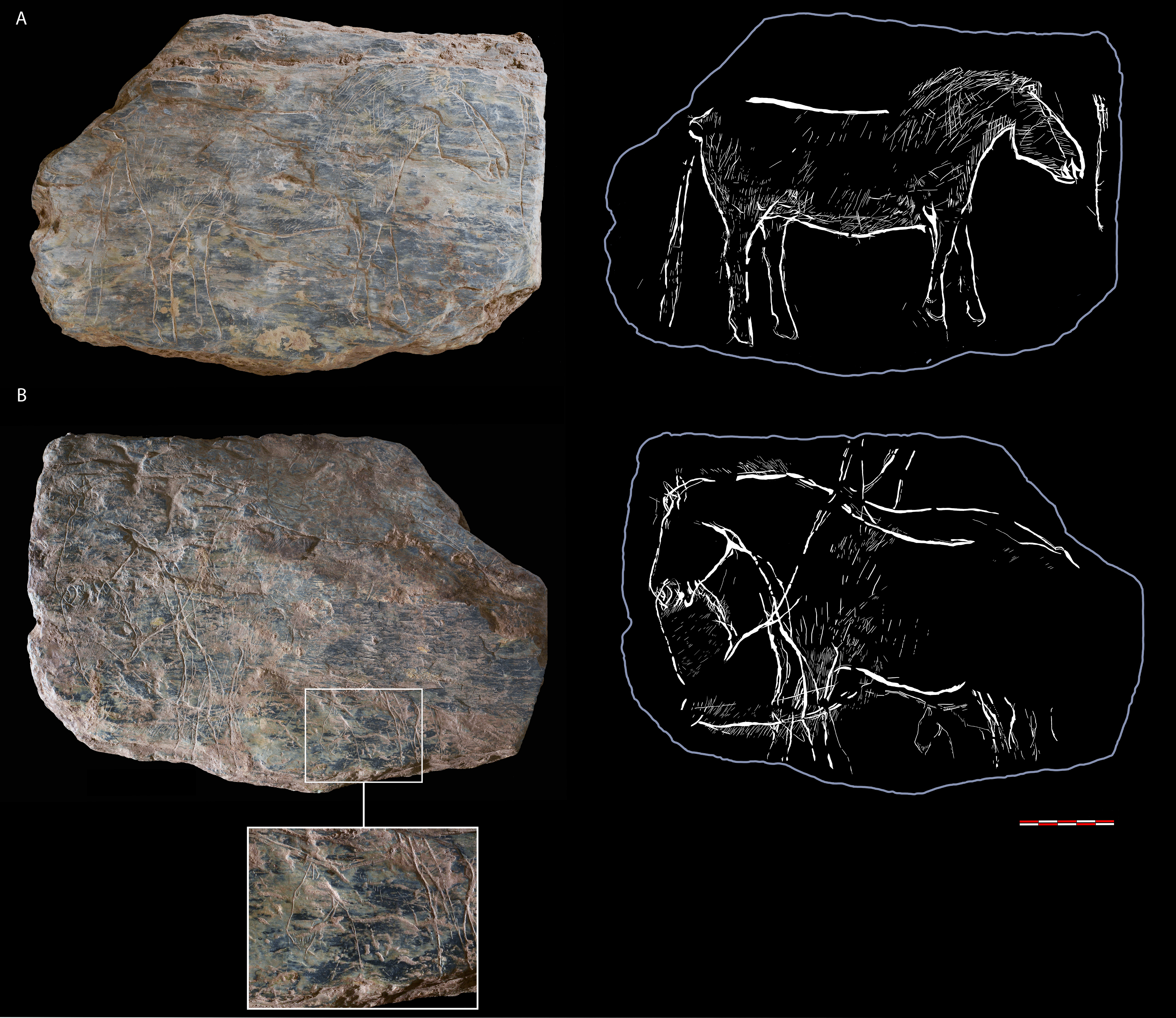
Plaqueta con grabados de caballos.

La Roca de la Emperatriz, en idioma francés rocher de l'Impératrice, es un abrigo rocoso de la región de Bretaña, Francia, en el que se encontraron 45 plaquetas de esquisto con grabados de hace 14 000 años, atribuidos al Aziliense temprano.
El desarrollo del Aziliense en Europa Occidental hace 14 000 años se considera una «revolución» en la arqueología del Paleolítico Superior. Uno de los principales elementos de esta rápida reestructuración social es el abandono del arte figurativo naturalista en piezas portátiles o en las paredes de cuevas en el Magdaleniense a favor de la expresión abstracta en pequeños guijarros. Trabajos recientes muestran que la transformación de las sociedades humanas entre el Magdaleniense y el Aziliense fue más gradual. El descubrimiento en este nuevo sitio de principios del Aziliense con piedras decoradas en Francia apoya esta hipótesis. Si bien los principales cambios en la tecnología de herramientas de piedra entre el Magdaleniense y Aziliense marcan cambios adaptativos importantes, el descubrimiento de 45 plaquetas de esquisto grabadas en capas arqueológicas en la Roca de la Emperatriz atestigua la continuidad iconográfica junto con la valorización especial de uros como lo muestra la representación del toro «brillante». Esta evidencia sugiere que algunas características culturales, como la iconografía, pueden quedar muy atrás de los cambios tecnológicos. También se puede deducir que el cambio eventual en la expresión simbólica, que incluye la posterior desaparición del arte figurativo, proporciona una nueva percepción de la probable reestructuración de las sociedades.